# Colceresa
Colceresa är en kommun i provinsen Vicenza i regionen Veneto i Italien. Kommunen hade 5 911 invånare (2022).
Kommunen bildades den 20 februari 2019 genom en sammanslagning av de tidigare kommunerna Mason Vicentino och Molvena.